# بتمن (فیلم ۲۰۲۲)
بتمن (انگلیسی: The Batman) فیلم ابرقهرمانی آمریکایی سالِ ۲۰۲۲ است که بر اساس کاراکتر بتمن از دی‌سی کامیکس ساخته شد. ساخت این فیلم بر عهدهٔ دی‌سی استودیوز، سکست اند آیداهو و دیلن کلارک پروداکشنز بود و به‌وسیلهٔ برادران وارنر پیکچرز توزیع شد. این فیلم بازراه‌اندازی فرنچایز سینمایی بتمن است. کارگردانی این فیلم بر عهدهٔ مت ریوز بود که فیلم‌نامه‌اش را به همراه پیتر کریگ نوشت. رابرت پتینسون نقش بروس وین / بتمن را ایفا می‌کند و زوئی کراویتز، پل دینو، جفری رایت، جان تورتورو، پیتر سارسگارد، اندی سرکیس و کالین فارل از دیگر بازیگران فیلم هستند. در این فیلم، بتمن که به‌مدت دو سال در گاتهام سیتی با جرم و جنایت مبارزه می‌کرده است، هنگام تعقیب قاتل زنجیره‌ای، ریدلر (دینو) که نخبگان فاسد گاتهام را هدف قرار می‌دهد، از فساد پرده برمی‌دارد.
در سال ۲۰۱۳ بن افلک برای بازی در نقش بتمن در دنیای توسعه‌یافته دی‌سی انتخاب شد و توسعهٔ این فیلم بعد از این موضوع آغاز شد. افلک برای کارگردانی، تهیه‌کنندگی و نویسندگی یک فیلم و بازی در نقش بتمن قرارداد امضا کرد اما در خصوص این زمینهٔ اطمینان کافی نداشت و کناره‌گیری کرد. مت ریوز این وظیفه را به عهده گرفت و دوباره داستان فیلم را بازنویسی کرد و همچنین ارتباط داستانی آن را از دنیای توسعه‌یافته دی‌سی حذف کرد. او بیشتر از فیلم‌های قبلی به‌دنبال کشف جنبهٔ کارآگاهی بتمن بود و برای توسعهٔ این پروژه از فیلم‌های آلفرد هیچکاک و دورهٔ هالیوود نو و همچنین چندین کمیک الهام گرفت. پتینسون در مهٔ ۲۰۱۹ برای بازی در نقش بتمن انتخاب شد و اغلب بازیگران دیگر این فیلم در اواخر سال ۲۰۱۹ ملحق شدند. مراحل تصویربرداری اصلی این پروژه از ژانویهٔ ۲۰۲۰ تا مارس ۲۰۲۱ در بریتانیا و شیکاگو به طول انجامید.
بتمن در ۱ مارس ۲۰۲۲ در مرکز لینکلن در منهتن به نمایش درآمد و در ۴ مارس ۲۰۲۲ در سینماهای جهان اکران شد. انتشار آن از ژوئن ۲۰۲۱ چند بار به‌دلیل دنیاگیری کووید-۱۹ به تعویق افتاده بود. این فیلم بیش از ۷۷۱ میلیون دلار در مقابل بودجهٔ ۱۸۵ تا ۲۰۰ میلیون دلاری فروش داشت و هفتمین فیلم پرفروش ۲۰۲۲ شد. این فیلم در زمینهٔ نقش‌آفرینی بازیگران، فیلم‌برداری، کارگردانی، سکانس‌های اکشن، داستان و جلوه‌های بصری مورد تحسین قرار گرفت اما مدت زمان آن با انتقاداتی مواجه شد. بتمن در جوایز اسکار نامزد دریافت جوایز بهترین صداگذاری، بهترین چهره‌پردازی و آرایش مو و بهترین جلوه‌های تصویری شد. این فیلم برای راه‌اندازی یک جهان مشترک از بتمن در نظر گرفته شده و ساخت دو دنبالهٔ دیگر برای آن برنامه‌ریزی شده است. همچنین یک مجموعهٔ تلویزیونی اسپین‌آف، پنگوئن، برای شبکهٔ اچ‌بی‌او مکس ساخته شد. دنباله نخست با نام بتمن – بخش دوم در ۱ اکتبر ۲۰۲۷ اکران خواهد شد.

## داستان
در شب هالووین، شهردار گاتهام سیتی، دان میچل جونیور توسط یک قاتل زنجیره‌ای که خود را ریدلر می‌نامد به قتل می‌رسد. بروس وین میلیاردر منزوی که به مدت دو سال در کسوت بتمن آتش به اختیار عمل کرده است، هم پای اداره پلیس شهر گاتهام (GCPD) به تحقیق می‌پردازد. ستوان جیمز گوردون پیغامی را که ریدلر برای بتمن گذاشته است کشف می‌کند، اما کمیسر پیت ساویج او را به خاطر اجازه دادن به یک فرد خودسر برای ورود به صحنهٔ جرم سرزنش می‌کند و بتمن را مجبور به ترک آن‌جا می‌کند. کمی بعد، ریدلر ساویج را می‌کشد و پیام دیگری برای بتمن می‌گذارد.
بتمن و گوردون متوجه می‌شوند که ریدلر یک فلش درایو را در ماشین میچل گذاشته که حاوی تصاویری از میچل به همراه زنی به نام آنیکا کوسلوف در کلوپ شبانه سالن یخی می‌باشد که توسط کارماین فالکون، پنگوئن و اوباشش اداره می‌شود. با اینکه پنگوئن از این موضوع اظهار بی‌اطلاعی می‌کند، بتمن متوجه می‌شود که سلینا کایل، هم اتاقی آنیکا، در کلوپ به عنوان پیشخدمت کار می‌کند. بتمن به دنبال سلینا به خانه‌اش می‌رود تا از آنیکا سؤال کند، اما او ناپدید شده، بنابراین او سلینا را برای یافتن پاسخ به سالن یخی می‌فرستد. از طریق سلینا، بتمن متوجه می‌شود که ساویج مانند دادستان منطقه، گیل کولسون، از حقوق بگیرهای فالکون بوده است. وقتی بتمن در مورد رابطه‌اش با فالکون او را تحت فشار قرار می‌دهد، سلینا ارتباطش را قطع می‌کند.
ریدلر کولسون را ربوده و یک بمب زمان‌بندی شده را به گردن او می‌بندد و او را به وسط مراسم تشییع جنازه میچل می‌فرستد. وقتی بتمن سرمی‌رسد، ریدلر از طریق گوشی تلفن کولسون با او تماس می‌گیرد و تهدید می‌کند که اگر کولسون نتواند به سه معما پاسخ دهد، بمب را منفجر خواهد کرد. بتمن به کولسون کمک می‌کند تا به دو معمای اول پاسخ دهد، اما کولسون از پاسخ دادن به سؤال سومی که نام خبرچینی است که منجر به کشف تاریخی مواد مخدر شده و به عملیات اوباش سالواتوره مارونی پایان داده است، امتناع می‌ورزد، و ریدلر بمب را منفجر می‌کند و کولسون کشته می‌شود. بتمن و گوردون نتیجه می‌گیرند که خبرچین ممکن است پنگوئن باشد و او را در یک معامله مواد مخدر تحت نظر می‌گیرند. آن‌ها متوجه می‌شوند که تشکیلات مارونی همراه با بسیاری از افسران اداره پلیس گاتهام به فالکون واگذار شده است. وقتی سلینا برای سرقت پول از راه می‌رسد، ناخواسته آن‌ها را فاش می‌کند. بعد از فرار پنگوئن، سلینا جسد آنیکا را در صندوق عقب ماشین پیدا می‌کند. بتمن پنگوئن را گیر انداخته اما متوجه می‌شود که او خبرچین نبوده است.
بتمن و گوردون رد ریدلر را می‌گیرند و به ویرانه‌های یک یتیم‌خانه که توسط والدین کشته‌شده بروس، توماس و مارتا وین، تأمین مالی می‌شده می‌روند و در آنجا متوجه می‌شوند که ریدلر از خانواده وین کینه دارد. پیشخدمت و سرایدار بروس، آلفرد پنی‌ورث، پس از باز کردن نامه‌ای خطاب به بروس نوشته شده است، در اثر انفجار بمبی که در پاکت نامه جاسازی شده، در بیمارستان بستری می‌شود. سپس ریدلر شواهدی را افشا می‌کند که نشان می‌دهد توماس که قبل از قتلش برای شهرداری نامزد شده، فالکون را برای کشتن یک روزنامه‌نگار به خاطر تهدید به افشای جزئیات شرم آور دربارهٔ تاریخچهٔ بیماری روانی مارتا استخدام کرده است. بروس که با این باور بزرگ شده که پدرش مرد شریفی بوده است، با آلفرد دربارهٔ این موضوع حرف می‌زند و او این اتهامات را تأیید می‌کند اما معتقد است که توماس فقط از فالکون خواسته است که روزنامه‌نگار را تهدید کند تا ساکت شود و پس از اینکه متوجه شد روزنامه‌نگار به قتل رسیده است، قصد داشته تا فالکون را به پلیس تحویل دهد، اما در همان شب کشته می‌شود. آلفرد معتقد است که فالکون توماس و مارتا را به قتل رساند تا از اعتراف توماس وین نزد پلیس جلوگیری کند.
سلینا به بتمن می‌گوید که فالکون پدرش است، اگرچه فالکون از آن بی‌خبر است. او متوجه می‌شود که فالکون آنیکا را خفه کرده است، زیرا میچل به او گفته است که فالکون خبرچین بوده است. سلینا به دنبال انتقام گرفتن، تصمیم می‌گیرد او را بکشد. بتمن و گوردون به موقع به سالن یخی می‌رسند تا جلوی او را بگیرند. با این حال، هنگامی که بتمن فالکون را به پلیس تحویل می‌دهد ریدلر فالکون را می‌کشد. ریدلر دستگیر می‌شود و مشخص می‌شود که او ادوارد نشتون، یک حسابدار پزشکی قانونی است. او در بیمارستان ایالتی آرکام زندانی می گردد و از شکست در کشتن بروس ابراز تاسف می‌کند. او متوجه نمی‌شود که بروس همان بتمنی است که او را الگوی خود قرار داده و هنگام هدف قرار دادن مفاسد از او الهام گرفته است. ریدلر به بتمن پیشنهاد همکاری می‌دهد، اما بتمن پیشنهاد او را رد کرده و او را دیوانه خطاب می‌کند. بتمن با جستجوی آپارتمان ریدلر متوجه می‌شود که او خودروهای بمب‌گذاری شده را در اطراف گاتهام مستقر کرده است و دنبال کنندگان آنلاینی را که قصد ترور شهردار منتخب بلا رئال دارند را بسیج کرده است.
بمب‌ها موج شکن‌های اطراف گاتهام را تخریب می‌کند و شهر را سیل فرا می‌گیرد. افراد ریدلر که در یک پناهگاه سرپوشیده مستقر هستند تیراندازی می‌کنند اما موفق به کشتن رئال نمی‌شوند و توسط بتمن و سلینا متوقف می‌شوند. پس از این وقایع، ریدلر با زندانی دیگری (جوکر) دوست می‌شود. سلینا گاتهام را فراتر از نجات می‌داند و از شهر می‌رود. بتمن به آسیب دیدگان کمک می‌کند و قول می‌دهد که در گاتهام امید ایجاد کند.

## بازیگران
- رابرت پتینسون در نقش بروس وین / بتمن
- زوئی کراویتز در نقش سِلینا کایل / زن گربه‌ای
- پل دینو در نقش ادوارد نشتون / ریدلر
- جفری رایت در نقش جیمز گوردون
- جان تورتورو در نقش کارماین فالکون
- پیتر سارسگارد در نقش گیل کولسن
- اندی سرکیس در نقش آلفرد پنی‌ورث
- کالین فارل در نقش ازوالد «از» کابلپات / پنگوئن

## انتشار
بتمن در ۲۳ فوریهٔ ۲۰۲۲ برای اولین بار در بی‌اف‌آی آی‌مکس لندن به نمایش درآمد. مراسم افتتاحیهٔ این فیلم ۱ مارس ۲۰۲۲ در نیویورک سیتی بود و از فرمت آی‌مکس در دسترس قرار گرفت. این فیلم در ۴ مارس در سایر فرمت‌ها از طریق برادران وارنر پیکچرز در سینما اکران شد. در ابتدا قرار بود که در ۲۵ ژوئن ۲۰۲۱ منتشر شود، اما تاریخ انتشار به‌دلیل همه‌گیری کویید-۱۹ به ۱ اکتبر ۲۰۲۱ و سپس به مارس ۲۰۲۲ تغییر داده شد. بتمن ۴۵ روز پس از روز اکران برای پخش از طریق سرویس اچ‌بی‌او مکس در دسترس خواهد بود.

## بازخورد

### گیشه
بتمن ۳۶۹٫۳ میلیون دلار در ایالات متحده و کانادا و ۴۰۲٫۹ میلیون دلار در سایر مناطق فروش داشته و فروش کلی فیلم در سراسر جهان به ۷۷۲٫۲ میلیون دلار رسیده است. این فیلم پنجمین فیلم پرفروش ۲۰۲۲ و همچنین پرفروش‌ترین فیلم در سبک قاتل سریالی است.
بلیت‌های سینمایی آی‌مکس یک روز پس از شروع فروش در ۸ فوریهٔ ۲۰۲۲ به اتمام رسید. این فیلم در اولین روز اکران خود در ایالات متحده و کانادا ۵۷ میلیون دلار فروش داشت که شامل ۱۷٫۶ میلیون دلار از پیش‌نمایش پنجشنبه شب و ۴ میلیون دلار از نمایش از پیش تعیین‌شده در سه شنبه و چهارشنبه بود. این فیلم در آخر هفتهٔ افتتاحیهٔ خود ۱۳۴ میلیون دلار فروش کرد و دومین فیلم در دوران همه‌گیری شد که در آخر هفتهٔ افتتاحیهٔ خود بیش از ۱۰۰ میلیون دلار فروش داخلی داشته است. این فیلم برای برادران وارنر در سه روز به پرفروش‌ترین فیلم دوران همه‌گیری داخلی تبدیل شد. بیش از ۶۵٪ از مخاطبان در آخر هفتهٔ افتتاحیه مرد بودند و بیش از ۶۰٪ در محدوده سنی ۱۸ تا ۳۴ سال بودند.

### نظر منتقدان
در وبگاه جمع‌آوری نقد راتن تومیتوز، ٪۸۵ از ۵۲۳ بررسی منتقدان مثبت است و میانگینِ امتیاز آن ۷٫۷/۱۰ است. اجماع این وبگاه چنین می‌نویسد: «بتمن در این سوپر-نوآر زبر و زمخت، ظالمانه، تلخ و جذاب در میان تاریک‌ترین، هیجان‌انگیزترین و همچنین جاه‌طلبانه‌ترین اجراهای لایو-اکشن شوالیه تاریکی قرار می‌گیرد.» بر اساس میانگین وزنی وبگاه متاکریتیک، این فیلم طبق نظر ۶۸ منتقد امتیاز ۷۲ از ۱۰۰ را کسب کرده که نشان‌دهندهٔ «نقدهای عموماً مطلوب» است. همچنین این فیلم در نظرسنجی سینماسکور امتیاز میانگین «-A» از A+ تا F را دریافت کرد. کسانی که در نظرسنجی پست‌ترک شرکت کردند امتیاز ۸۷٪ مثبت (با میانگین ۴٫۵ از ۵ ستاره) به آن دادند و ۷۱٪ گفتند که قطعاً آن را توصیه می‌کنند.

### جایزه‌ها و افتخارات
در نود و پنجمین دوره جوایز اسکار، نامزد دریافت سه جایزهٔ بهترین جلوه ویژه، بهترین چهره‌پردازی و آرایش مو و بهترین صداگذاری شد.

## تحلیل مضمون فیلم
فیلم بتمن تضاد طبقاتی را به تصویر می‌کشد. ویتو اودو از وبگاه کلایدر عقیده دارد موضوع اصلی فیلم نابرابری اجتماعی است. سه نفر از شخصیت‌های اصلی فیلم—بتمن، ریدلر و زن گربه‌ای —یتیم‌هایی با پیشینهٔ اقتصادی متضاد هستند. در حالی که بتمن در جامع ممتاز بزرگ شد، ریدلر تنها عذاب را می‌خواست و زن گربه‌ای نیز سختی‌های زندگی را تجربه کرد. ناامیدی ریدلر از پرورش و تربیت خود منجر به حملهٔ او به افراد پرنفوذ می‌شود و این نشان می‌دهد که جنایتکاری از ناامیدی زاده می‌شود.

## آینده

### دنباله‌ها
در نظر گرفته شده که فیلم بتمن اولین قسمت از سه‌گانهٔ جدید بتمن و پایه‌گذار یک دنیای مشترک از کاراکتر بتمن و مجزا از دنیای توسعه‌یافته دی‌سی باشد. گزارش شده که اعضای کلیدی بازیگران از نوامبر ۲۰۱۹ برای فیلم‌های رو به انتشار قرارداد بسته‌اند. در دسامبر ۲۰۲۱، پتینسون گفت ایده‌هایی برای توسعهٔ کاراکتر بتمن در فیلم‌های بعدی در نظر دارد و کلارک نیز گفت فیلم بتمن پیش‌زمینه‌ای را برای ساخت فیلم‌های آینده پایه‌گذاری خواهد کرد. پتینسون و ریوز ابراز علاقه کردند که رابین را معرفی کنند و دادگاه جغدها، کلندر من، مستر فریز و هاش را به‌عنوان شخصیت‌های شرور در دنباله‌ای به نمایش بگذارند.
بتمن – بخش دوم قرار است در ۱ اکتبر ۲۰۲۷ در ایالات متحده منتشر شود. تاریخ اکران اولیه این فیلم اکتبر ۲۰۲۵ و ۲ اکتبر ۲۰۲۶ بود.

### مجموعهٔ اسپین‌آف

#### پنگوئن
تا سپتامبر ۲۰۲۱، اچ‌بی‌او مکس مشغول توسعهٔ یک مجموعهٔ اسپین‌آف با محوریت کاراکتر پنگوئن بود. لورن لی‌فرانک برای نویسندگی این مجموعه استخدام شد و با کالین فارل در مورد نقش‌آفرینی مجدد در این مجموعه صحبت شد اما توافقی انجام نگرفت. ریوز و کلارک تهیه‌کنندهٔ اجرای این مجموعه هستند. وبگاه ریوز این مجموعه را با فیلم جمعه خوب طولانی (۱۹۸۰) و صورت‌زخمی (۱۹۸۳) مقایسه کرده است. فارل برای نقش‌آفرینی مجدد در دسامبر قرارداد امضا کرد و تهیه‌کنندهٔ اجرایی این مجموعه هم بود. اچ‌بی‌او رسماً در مارس ۲۰۲۲ سفارش ساخت مجموعهٔ انحصاری پنگوئن را داد.

#### مجموعه‌های تولید نشده
اچ‌بی‌او مکس در ژوئیه ۲۰۲۰ شروع به ساخت یک مجموعهٔ تلویزیونی اسپین‌آف با روند پلیسی کرد که توسط ریوز و ترنس وینتر نوشته می‌شود و با محوریت ادارهٔ پلیس گاتهام سیتی ساخته می‌شود. در نظر گرفته شده بود که این مجموعه دنیای این فیلم و زمینهٔ کشف فساد در گاتهام سیتی را بسط دهد و ریوز و وینتر در کنار دانیل پیپسکی، آدام کاسان و دیلن کلارک، تهیه‌کنندگی این مجموعه را بر عهده داشتند. بعد از اعلام این مجموعهٔ مشخص نبود که آیا بازیگرانی مانند رایت و پتینسون دوباره نقش خود را در آن بازی خواهند کرد یا خیر. در جریان رویداد دی‌سی فن‌دام در ماه اوت، مشخص شد که داستان این مجموعه در اولین سال مبارزه با جرم و جنایت بتمن از دیدگاه یک افسر فاسد ادارهٔ پلیس گاتهام سیتی جریان دارد. وینتر در نوامبر به دلیل اختلافات در دیدگاه مجموعه را ترک کرد و در ژانویهٔ ۲۰۲۱ جو بارتون در مقام شورانر جایگزین شد. ریوز در مارس ۲۰۲۲ گفت ساخت این مجموعه دیگر پیشرفی ندارد و امیدوار بود که در آینده زمینهٔ داستانی را بازبینی کند. برخی از عناصر مجموعهٔ ادارهٔ پلیس گاتهام سیتی در پنگوئن گنجانده شد.
ریوز در مارس ۲۰۲۲ اعلام کرد که مجموعهٔ اسپین‌آف ادارهٔ پلیس گاتهام سیتی منجر به کار روی ایدهٔ جدیدی بر اساس تیمارستان آرکهام شده است. او گفت که این مجموعه بر اساس معرفی آرکهام در فیلم ساخته می‌شود و به منشأ شخصیت‌های مختلف مرتبط با آن می‌پردازد. او لحن ترسناکی را در نظر گرفته و آرکهام را یک خانهٔ تسخیرشده به تصویر کشیده است. این مجموعه و مجموعهٔ ادارهٔ پلیس گاتهام سیتی تا ژوئیه ۲۰۲۴ دیگری پیشرفتی در مراحل ساخت نداشتند.